# Mișcarea cetățenilor suverani

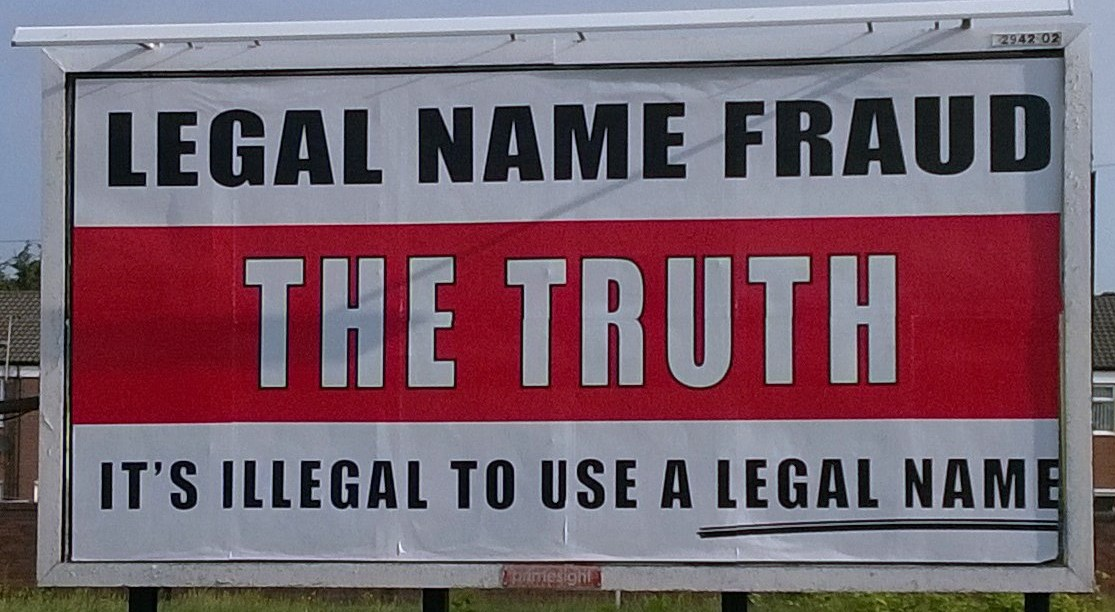
Un panou al mișcării cetățenilor suverani în Marea Britanie. Mesajul este critic la adresa „fraudei numelor legale”.

Mișcarea cetățenilor suverani este un grup dezorganizat de împricinați americani și ai altor state, comentatori, evazioniști și promotori ai schemelor financiare. „Cetățenii suverani” - după cum se caracterizează ei înșiși - intră sub incidența dreptului comun așa cum este el interpretat de către aceștia și, prin urmare, nu pot face obiectul legilor sau procedurilor guvernamentale. În Statele Unite, aceștia nu recunosc moneda națională și susțin că sunt „liberi de orice constrângeri legale”. De asemenea, se opun anumitor forme de impozitare. Membrii mișcării susțin acest concept în defavoarea ideii de „cetățean guvernamental” care, precizează aceștia, și-a cedat în necunoștință de cauză propriile drepturi prin acceptarea unor aspecte ale legii guvernamentale. Doctrinele mișcării seamănă cu cele ale mișcării Freemen on the Land⁠(d) pe care le regăsim în Comunitatea Națiunilor, cu precădere în Marea Britanie și Canada.
Numeroși membri din mișcarea cetățenilor suverani consideră că guvernul Statelor Unite este nelegitim. JJ MacNab, jurnalist Forbes care redactează articole despre extremismul antiguvernamental, caracterizează aceste mișcări drept constituite din indivizi convinși că un șerif care acționează la nivel de comitat este cel mai puternic organ de aplicare a legii din țară, autoritatea sa fiind superioară celei a unui agent guvernamental sau funcționar. Mișcarea își are originea în grupurile extremiste Posse Comitatus și mișcarea milițiilor constituționale. De asemenea, există și membri din sectele Moorish.
Biroul Federal de Investigații (FBI) clasifică o parte din cetățenii suverani drept teroriști⁠(d). În 2010, Southern Poverty Law Center (SPLC) estimează că aproximativ 100.000 de americani sunt suverani convinși, iar alte 200.000 testează tehnicile mișcării prin care se opun oricărei acțiuni guvernamentale (de la amendă pentru depășirea limitei de viteză până la aplicarea legii pentru deținere de droguri).
În chestionarele efectuate în 2014 și 2015, reprezentanțiiorganelor de aplicare a legii din Statele unite au clasificat mișcarea cetățenilor suverani ca fiind mult mai înclinată spre a comite acte teroriste decât alte grupuri de risc precumextremiștii musulmani⁠(d), miliițile, rasiștii și neonaziștii. Poliția din New South Wales⁠(d) din Australia au identificat membrii acestei mișcări drept posibili teroriști.

## Teorii
Dennis L. Feucht a redactat o recenzie a lucrării American Militias: Rebellion, Racism & Religion pentru American Scientific Affiliation în care descrie teoria lui Richard McDonald, un lider al mișcării cetățenilor suverani, care împarte membrii din Statele Unite în două categorii: „cetățenii originali ai statelor” (sau „cetățenii statelor”) și „cetățenii Statelor Unite”. McDonald menționează că cetățenii Statelor Unite sau
cetățenii „celui de-al Paisprezecelea Amendament” au drepturi civile, legiferate cu scopul de a oferi recent eliberaților sclavi de culoare după Războiul Civil drepturi identice cu drepturile constituționale inalienabile ale cetățenilor albi. Avantajele cetățeniei americane sunt acceptate prin consimțământ în schimbul libertății. Prin urmare, cetățenii statelor încearcă să-și revoce cetățenia și să-și reafirme statutul de cetățean de jure. Acest lucru implică ieșirea de sub incidența jurisdicției guvernamentale și renunțarea la orice act care te leagă de cetățenia Statelor Unite prin consimțământ precum Social Security Number, permisul de conducere, certificat de înmatriculare, utilizarea de coduri ZIP, certificat de căsătorie, înregistrare pentru drept de vot și certificat de naștere. De asemenea, se include și neplata impozitului pe venit - atât statală, cât și guvernamentală - deoarece cetățenii care nu intră sub incidența jurisdicției SUA nu sunt obligați să le plătească. Numai locuitorii (locuitorii străini) ai statelor, nu cetățenii săi, sunt impozitați pe venit. Iar ca cetățean care are în proprietate pământuri, oricine poate aduce certificatul original al terenului și să-l poate remite reprezentanților comitatului pentru a obține titlul alodiu. O astfel de proprietate este deținută „fără recunoașterea vreunui proprietar superior căruia să-i fi dator” (Black's Law Dictionary⁠(d)). Superiorii includ acele persoane care percep impozite pe proprietate sau care pot pune sechestru pe o prioprietare sau care o pot ipoteca.
Pentru a-și susține teoriile, McDonald a înființat Centre de Servicii pentru Cetățeni peste tot prin Statele Unite.
Scriitorul Richard Abanes susține că cetățenii suverani eșuează în a examina suficient contextul cazurilor⁠(d) pe care le menționează și ignoră dovezile nefavorabile precum Federalist Papers nr. 15. Aici, Alexander Hamilton susține că Constituția Statelor Unite îi situează pe toți sub autoritatea guvernamentală.
Unii cetățeni suverani declară că pot deveni imuni la majoritatea sau toate legile Statelor Unite prin renunțarea la cetățenie, un proces pe care îl descriu drept „expatriere”, și care implică depunerea unui document ilegitim prin care se renunță la cetățenie și se declară doar cetățean al statului în care locuiesc în biroul oricărui funcționar de comitat care îi acceptă cererea.